# Liste der Kulturdenkmäler in Heimbach (Nahe)
In der Liste der Kulturdenkmäler in Heimbach sind alle Kulturdenkmäler der rheinland-pfälzischen Ortsgemeinde Heimbach aufgeführt. Grundlage ist die Denkmalliste des Landes Rheinland-Pfalz (Stand: 12. Juni 2023).

## Einzeldenkmäler
| Bezeichnung | Lage                                        | Baujahr  | Beschreibung | Bild            |
| ----------- | ------------------------------------------- | -------- | --- | --------------- |
| Brücken     | Hauptstraße Lage                            |          | zwei in rechtem Winkel aneinander gebaute einbogige Sandsteinquaderbrücken (Heimbach-Brücke und Unnerbach-Brücke) | Fotos hochladen |
| Brücke      | westlich des Ortes am Bahnhof Heimbach Lage | vor 1860 | dreibogige Sandsteinquaderbrücke über die Nahe, vor 1860                                                          | Fotos hochladen |